# Carlo Bartolomeo Romilli
Carlo Bartolomeo Romilli (Bergame, 14 mars 1795 – Milan, 7 mai 1859), est un archevêque de Milan.